# Dactylorhiza balabaniana
Dactylorhiza balabaniana är en orkidéart som beskrevs av Helmut Baumann. Dactylorhiza balabaniana ingår i Handnyckelsläktet som ingår i familjen orkidéer. Inga underarter finns listade i Catalogue of Life.